# Neotoma chrysomelas
Neotoma chrysomelas (Allen, 1908) es una especie de roedor de la familia Cricetidae.

## Características
Partes superiores: naranja-rufo, más puro a lo largo de los costados, oscurecido en la parte superior de la cabeza y la espalda por pelos con puntas negras. Lados externos de las patas: pardo grisáceo anteado. Partes inferiores: blancas, con la base del pelaje de color plomizo, excepto en pequeñas áreas (principalmente en la garganta y en las regiones pectoral e inguinal, donde es blanco puro hasta la raíz. Patas delanteras: blancas. Patas traseras: blancas con un tono oscuro hasta los dedos; dedos completamente blancos. Cola: marrón o negruzca en la parte superior, grisácea en la inferior.

## Distribución geográfica
Se encuentra en Honduras y Nicaragua.